# Anraku-ji (Kamiita)

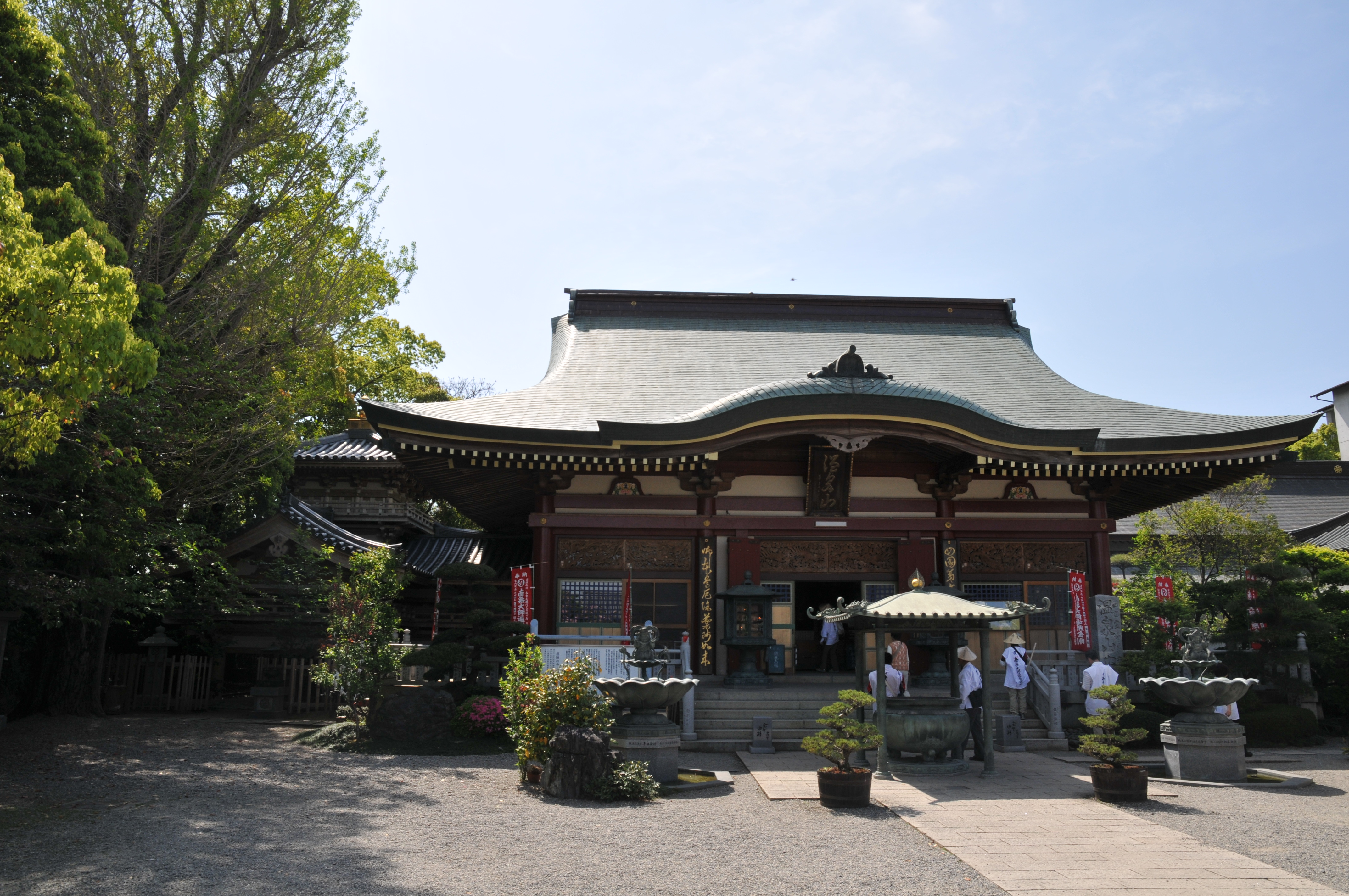
Haupthalle, ursprünglich ohne Vordach

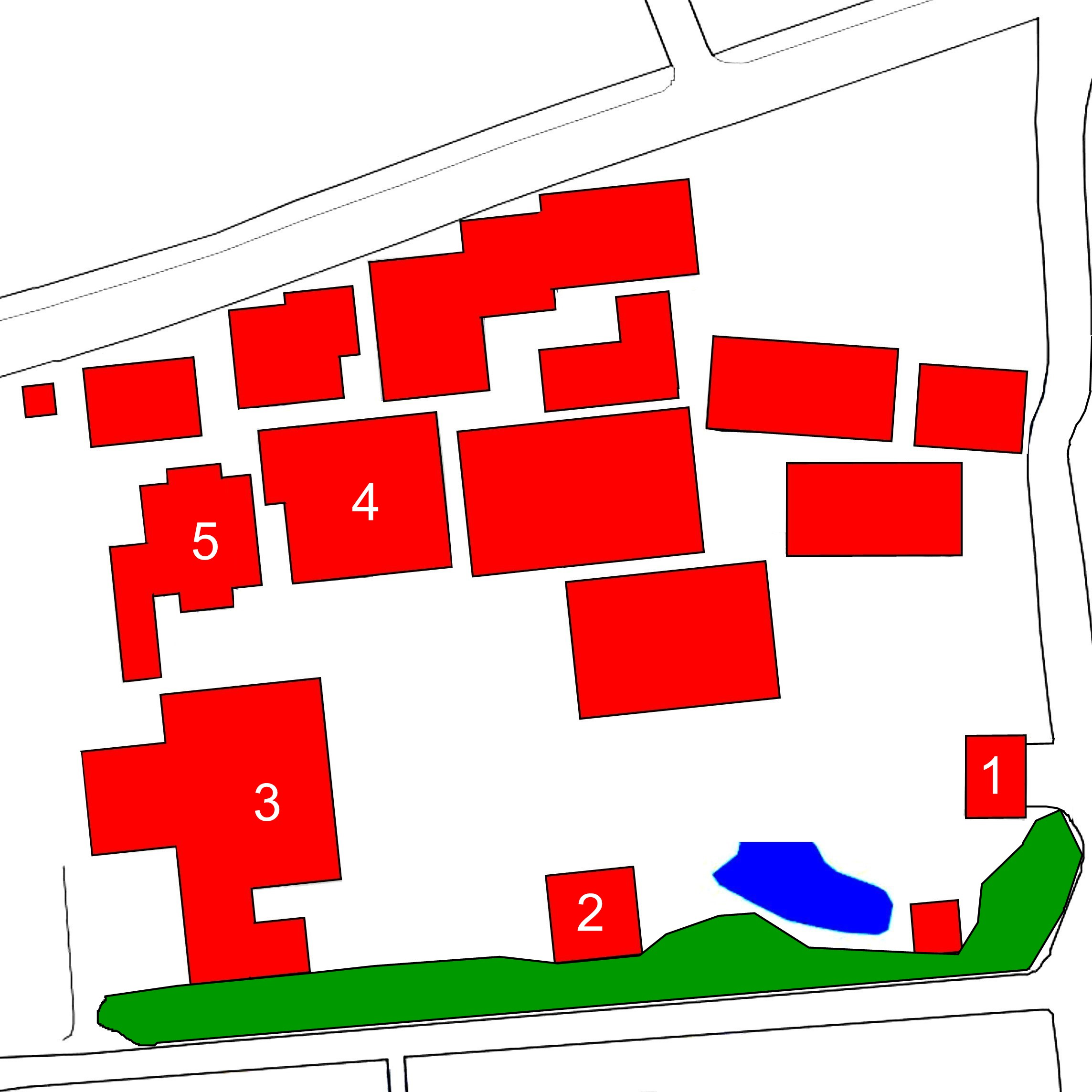
Plan des Tempels (s.Text)

Der Anraku-ji (japanisch 安楽寺) in Kamiita (上板) in der Präfektur Tokushima mit den Go Onsenzan (温泉山) und Rurikōin (瑠璃光院) ist ein Tempel, der zur Kōyasan-Richtung (高野山派) des Shingon-Buddhismus gehört. In der traditionellen Zählung ist er der sechste Tempel des Shikoku-Pilgerwegs.

## Geschichte
Als in der Heian-Zeit Kōbō Daishi Shikoku durchwanderte, fand er an diesem Ort eine heiße Quelle. Nach seiner Überzeugung konnten Kranke in dieser dicht bewaldeten Gegend zugleich Heilung für ihren Körper, und durch Verehrung des Yakushi Nyorai (薬師如来) auch für ihren Geist finden. Er ließ für den Yakushi eine Tempelhalle erbauen, nannte den Tempel „Anrakuji“ und gab ihm das Go „Onsenzan“. In der Momoyama-Zeit, als die Hachisuka hier regierten, wurde der Tempel als „Ekiroji“ (駅路寺), als eine Art „Stationstempel“, festgelegt. Das wird 1598 in dem „Eikiroji busho“ (駅路寺文書) beschrieben, das auf uns gekommen ist.

## Anlage
Durchschreitet man das im Osten gelegene Tempeltor (山門, Sammon; 1), so passiert man zur Linken eine Grünanlage, die mit einem Teich als Wandelgarten angelegt ist. Der Überlieferung nach soll Kōbō Daishi, als er 42 Jahre alt wurde, ein für Männer gefährliches Alter (男性の大厄, Dansei no Daiyaku), von einem Jäger Pfeil und Bogen erhalten haben, was ihn beschützte. Er soll, der Gefahr entronnen, Kiefern gepflanzt haben, die „Sakamatsu“. Dort befindet sich auch die für den Shingon-Glauben wichtige Schatzpagode (多宝塔, Tahōtō; 2). Voraus sieht man die Haupthalle (本堂, Hondō; 3). Das mit Schilf gedeckte Dach des mächtigen Abtquartiers (方丈, Hōjō; 4) wurde vor 250 Jahren von den Hachisuka gestiftet. Wie üblich, gibt es auch hier eine Halle, die dem Tempelgründer gewidmet ist, die Daishidō (大師堂, 5).
Die Shukubō (宿坊), die Herberge für Pilger, besteht seit 400 Jahren. Wie das Go des Tempels Onsenzan – „Tempel der heißen Quelle“ – andeutet, verfügt die Herberge über ein großes Bad, das mit natürlich heißem Quellwasser gespeist wird.

## Bilder

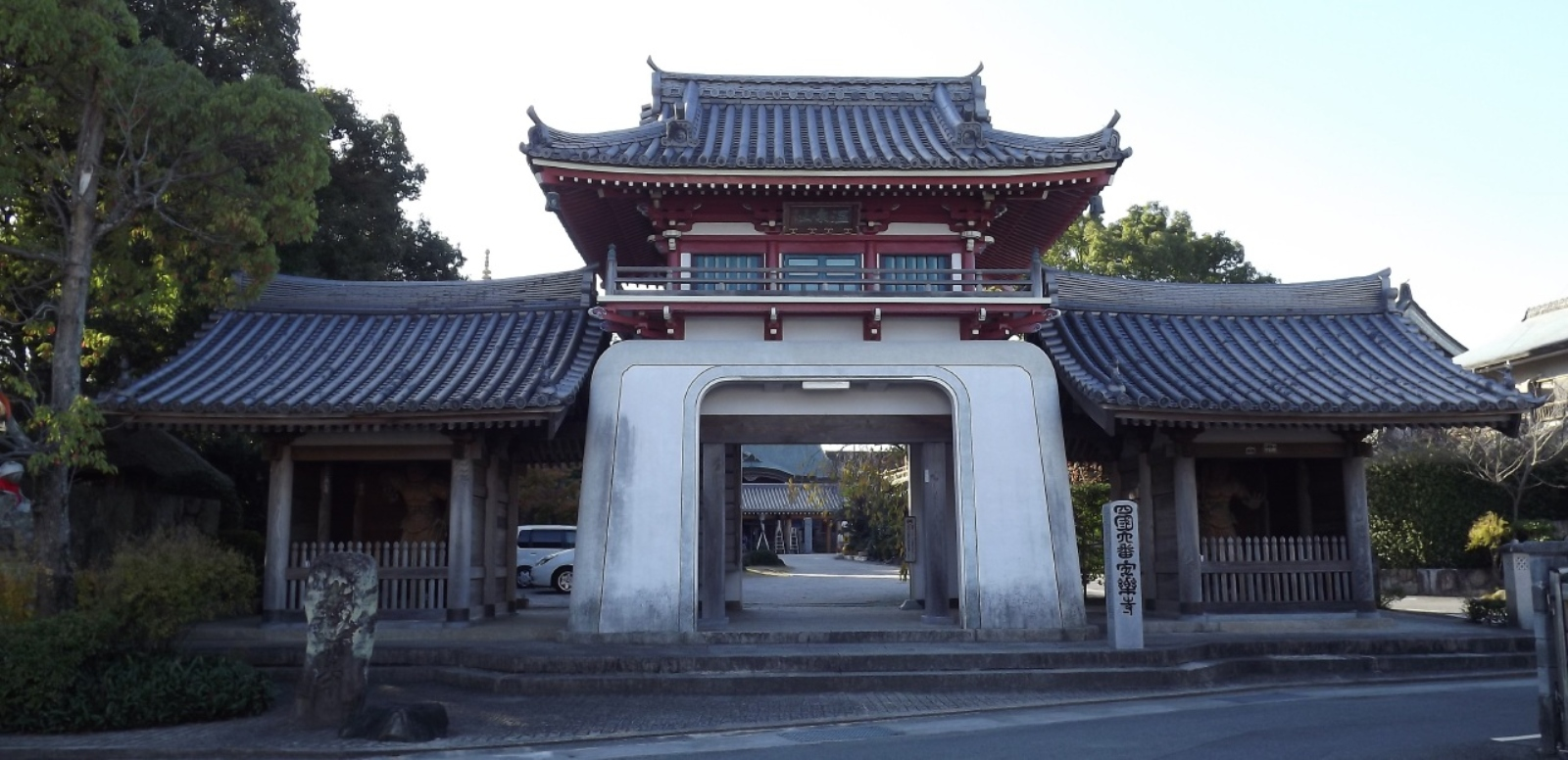
Tempeltor
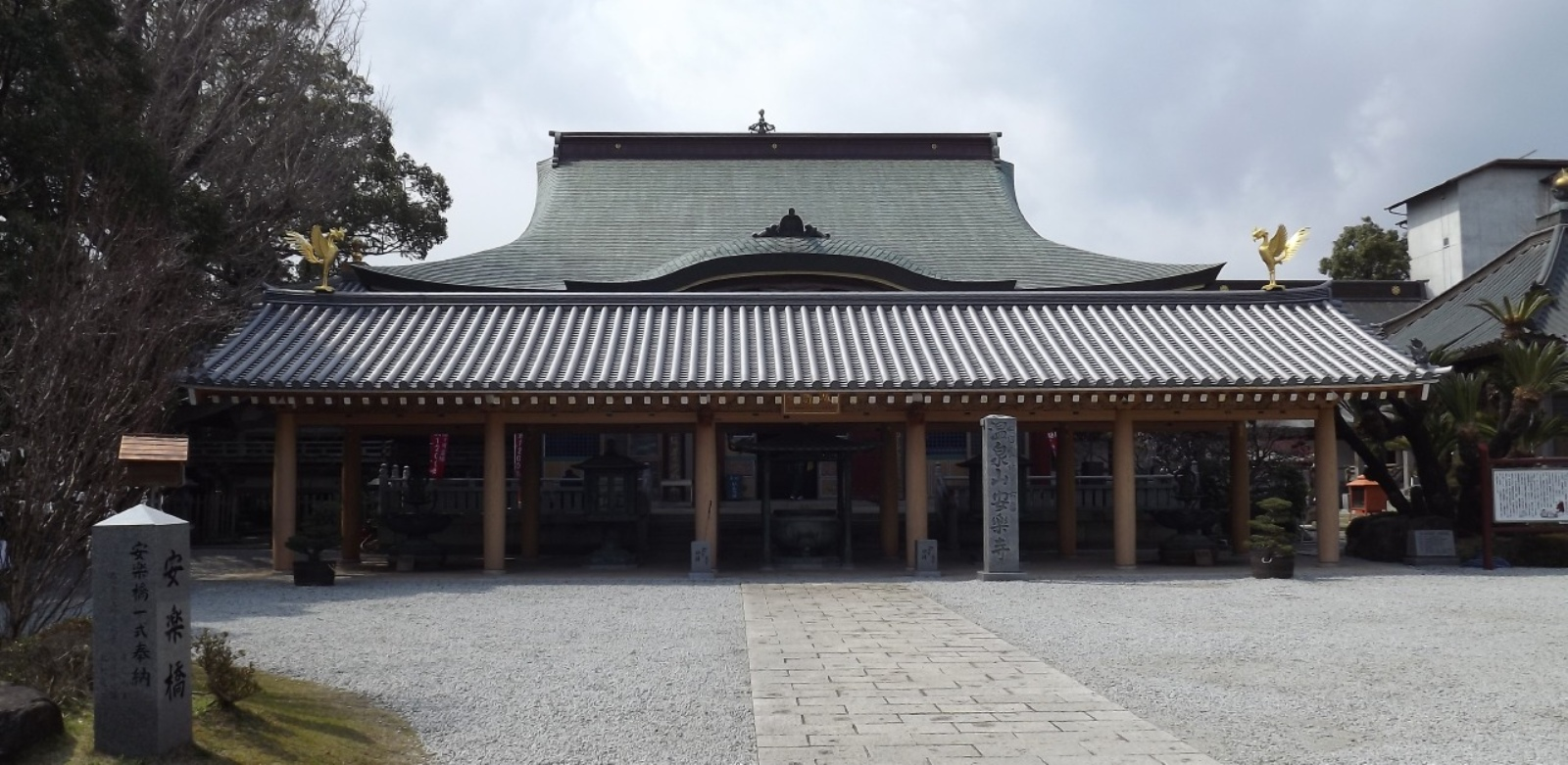
Haupthalle mit Vordach
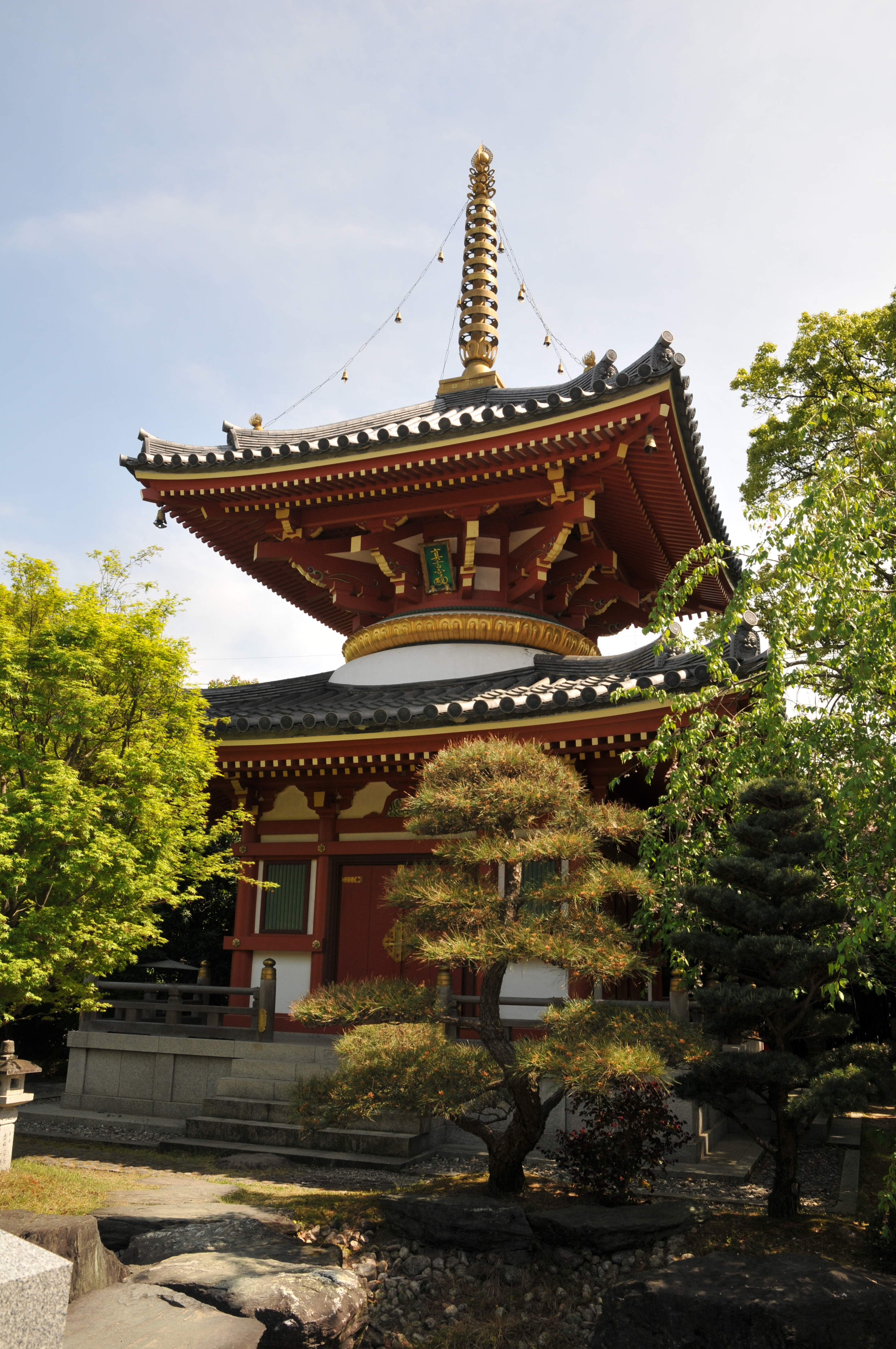
Schatz- pagode
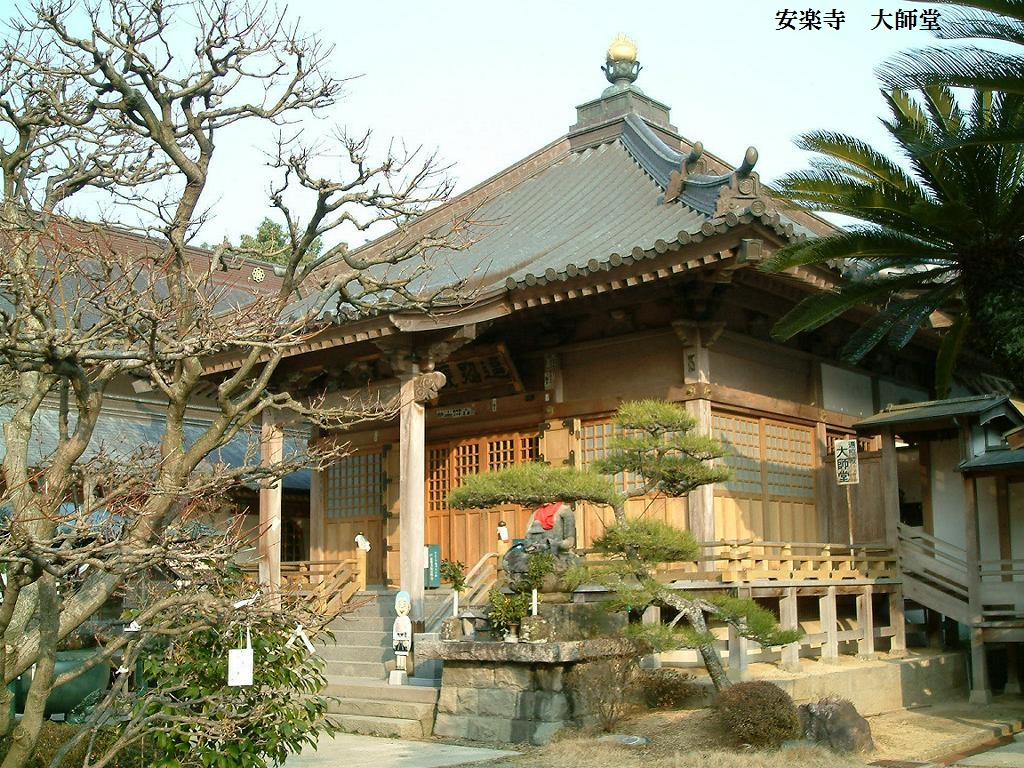
Daishidō
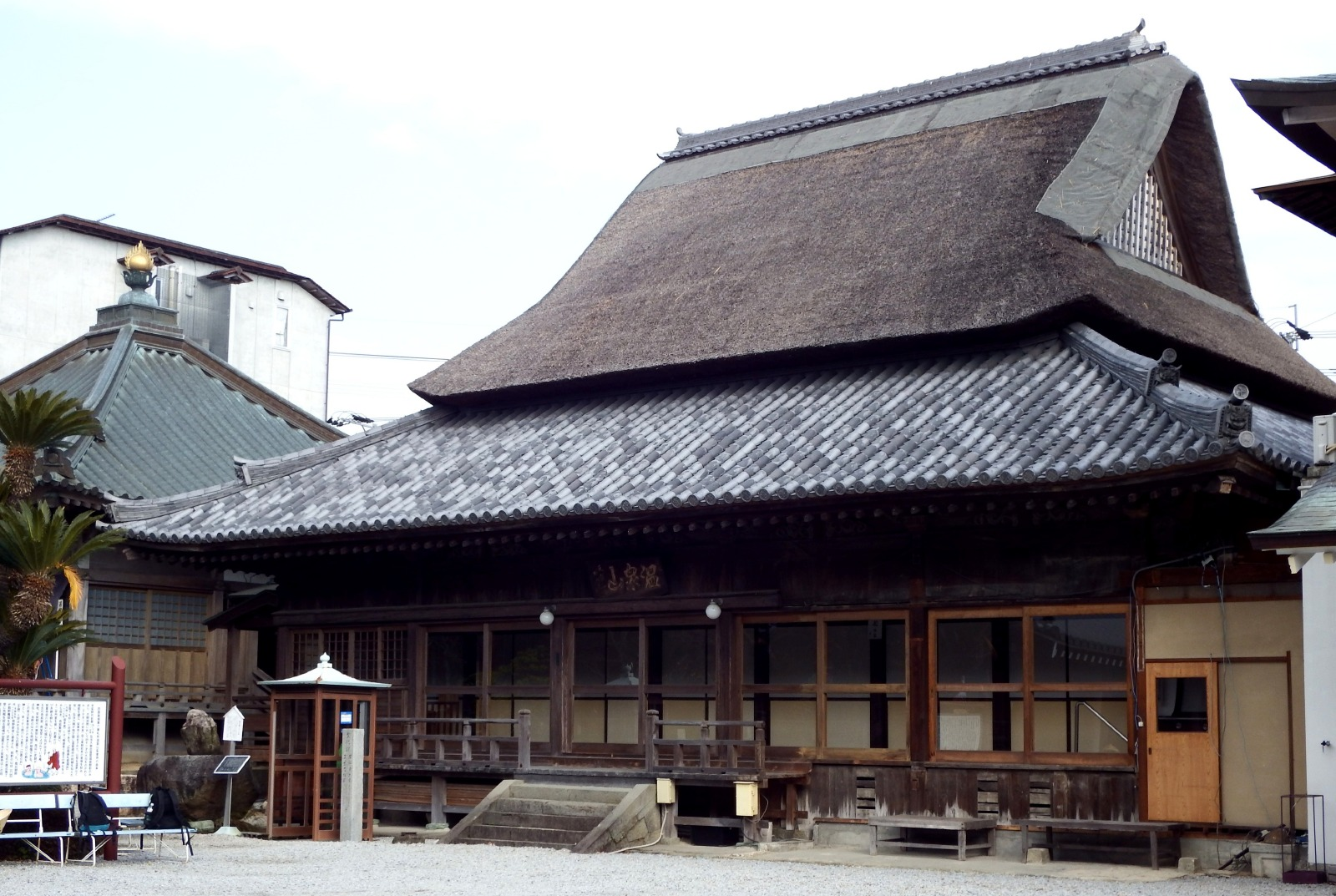
Abtquartier